# Ryan Gropp
Ryan Gropp, född 16 september 1996 i Kamloops, British Columbia i Kanada är en kanadensisk professionell ishockeyforward som spelar för Tingsryd AIF i HockeyAllsvenskan.